# Čedem
Čedem este o localitate din comuna Brežice, Slovenia, cu o populație de 16 locuitori.